# 금성경과 (문학)
Transit of Venus(트랜짓 오브 비너스) 또는 금성경과(金星經過)는 1929년 및 1931년에 발간된 해리 크로스비(Crosby, Harry, 1898-1929)가 쓰고 블랙 썬 출판사(Black Sun Press)에서 발간한 시집 문학 작품이다.

## 금성경과
금성경과(Transit of Venus)는 천체현상으로 태양ㆍ금성ㆍ지구가 한 직선 위에 오는 경우에, 지구에서 보아 금성이 검은 점으로 태양 앞을 지나가는 현상을 가리킨다. 243년에 네 번 일어나는데, 이것으로 해의 시차를 잴수있다.

## 같이 보기
- T. S. 엘리엇